# Axel Hager
Axel Hager, född 14 mars 1969 i Burg auf Fehmarn, Västtyskland, är en tysk beachvolleybollspelare.
Hager blev olympisk bronsmedaljör i beachvolleyboll vid sommarspelen 2000 i Sydney.